# گمینا یاشلیسکا
گمینا یاشلیسکا (به لهستانی:  Gmina Jaśliska) یک گمینا در لهستان است که در شهرستان کروسنو واقع شده‌است. گمینا یاشلیسکا ۸۹ کیلومتر مربع مساحت و ۱٬۷۰۰ نفر جمعیت دارد.